# باشگاه فوتبال سامرست تروجانز
سامرست تروجانز یک باشگاه فوتبال برمودایی مستقر در سامرست است که در لیگ برتر برمودا رقابت می‌کند.

## افتخارات
- لیگ برتر برمودا: ۱۰ قهرمانی (رکورد)[۶]
- جام حذفی برمودا: ۹ قهرمانی[۷]